# Атропа
Атро́па, також Атро́пос (грец. Ἄτροπος «безповоротна») — у давньогрецькій міфології одна з трьох богинь долі — мойр. Саме вона завершувала життя людини, перерізаючи нитку того, хто повинен був померти. 
В уявленні стародавніх греків вона поставала в образі старої жінки з ножицями в руках, у чорному вбранні, з клубками ниток.
Старша з богинь долі, також відома як "непохитна" та "неминуча".
Вона працювала разом зі своїми сестрами: Клото, яка пряла нитку, та Лахесіс, яка вимірювала довжину людського життя. 

## Походження
Її походження, як і її сестер, невідоме, хоча деякі називали їх дочками ночі. Відомо, що в певний період вони перестали перейматися лише смертю, а стали ще й тими, хто вирішував людську долю. Хоча Зевс був головним грецьким богом та їхнім батьком, він все ж міг загинути від перерізання ниток, та й підпорядковувався рішенням богинь. 
Згідно з Теогонією Гесіода, Атропос і її сестри були дочками Ереба та Нікс і сестрами Танатоса та Гіпноса. Хоча згодом, в тій же роботі, їх представлено як дітей Зевса і Феміди. 
У роботі Платона їх називають дочками Урана. У римській міфології їх також називають дочками Урана і Геї.

## Символізм
Атропос символізує минуле, а також те, що відбулось, є незворотним. Вона зображає неминуче, фатальне, але й незнищенне та догматичне в житті людей. 

## Попкультура
У масовій культурі образ Атропос та богинь долі починає набувати популярності. 
- Так вони з'явились у п'ятому сезоні Легенд завтрашнього дня, де Клото в образі Чарлі (Мейсі Річардсон-Селлерс) викрала верстат долі, щоб дати людям можливість самостійно обирати своє подальше життя. Клото розділила станок на частини й розкидала по кількох мультивсесвітах. Це було зроблено для того, щоб Атропос та Лахесіс не знайшли його. Та, на жаль, всесвіти об'єднались в один й верстат знайти тепер було не так проблематично.
- Також у сімнадцятому сезоні серіалу Надприродне мойра Атропос не дозволяла Кастіелю забрати зайві 50.000 душ для порятунку світу.
- У відеогрі God of War 2 Атропа та її сестри є одними з боссів. Їй належить цитата: "Ми контролюємо твою долю, нерозумний смертний! За бажання ми можемо позбавити тебе життя ... або залишити його".